# 里士满 (北约克郡)
里士满（英語：Richmond），英格兰北约克郡集镇，位于斯韦尔河畔，为里士满区的行政中心所在地。美加等国众多以里士满命名的地名皆源于此地。